# Pseudocometes
Pseudocometes is een kevergeslacht uit de familie van de boktorren (Cerambycidae). De wetenschappelijke naam van het geslacht werd voor het eerst geldig gepubliceerd in 1958 door Villiers.

## Soorten
Pseudocometes omvat de volgende soorten:
- Pseudocometes argutulus (Buquet, 1851)
- Pseudocometes basalis Villiers, 1958